# Unité populaire (Grèce)
Pour les articles homonymes, voir Unité populaire.
Unité populaire (en grec moderne : Λαϊκή Ενότητα (Laiki Enótita), abrégé en LAE) est un parti politique grec fondé le 21 août 2015 par des dissidents de SYRIZA.

## Histoire
En août 2015, 25 députés frondeurs membres de SYRIZA opposés à l'accord passé entre le gouvernement Tsípras et l'Union européenne sur une nouvelle aide de 86 milliards d'euros sur trois ans, en échange de nouvelles mesures d'austérité quittent leur parti et fondent Unité populaire,,,,. Panayiótis Lafazánis, ancien ministre de l'Énergie démissionnaire du gouvernement Tsípras en juillet 2015, prend la tête du parti, qui devient la troisième force du Parlement grec, jusqu'aux élections du 20 septembre 2015.
Yánis Varoufákis, l'ancien ministre des Finances, qui avait été très critique sur la signature de ce troisième plan d'aide, indiquant que le Premier ministre avait cédé trop facilement aux exigences des créanciers de la Grèce, et qui est décrit comme proche de ce parti, n'y adhère toutefois pas,,. Varoufákis décide même de rester au sein de son parti, avant de fonder le Front de désobéissance réaliste européen.
Zoé Konstantopoúlou, la présidente du Parlement grec rejoint le parti fin août 2015, mais le quitte le 9 avril 2016, pour créer un nouveau parti, Cap sur la liberté.
Le nom du parti est inspiré d'Unité populaire, l'alliance chilienne mené par Salvador Allende en 1970.
Le 24 août, un premier sondage crédite le parti de 5,4 % des voix. Lors des élections législatives du 20 septembre suivant, Unité populaire ne totalise que 2,87 % des voix, ce qui est insuffisant pour lui permettre de conserver ses sièges au Parlement.

## Idéologie
Unité populaire, qui est principalement issu du courant Plate-Forme de Gauche de SYRIZA, se classe dans le rang des eurosceptiques est d'idéologie socialiste, marxiste et internationaliste.[réf. nécessaire] Il est favorable à un retrait de la Grèce de l'OTAN et de l'euro, « si les politiques d'austérité continuent », ainsi qu'à un gel des relations diplomatiques avec Israël.

## Personnalités du parti

### Anciens députés
Le groupe parlementaire se composait jusqu'au 20 septembre 2015 des députés suivants :
- Lítsa Ammanatídou-Paschalídou
- Déspina Charalambídou
- Konstantínos Delimítros
- Evángelos Diamantópoulos
- Ioánna Gaïtáni
- Ilías Ioannídis
- Thomás Kótsias
- Michaïl Kritsotákis
- Vassílios Kyriakákis
- Aglaïa Kyrítsi
- Konstantínos Lapavítsas
- Efstáthios Leoutsákos
- Rachíl Makrí
- Evyenía Ouzounídou
- Athanásios Petrákos
- Eléni Psarréa
- Stéfanos Samoïlis
- Athanásios Skoúmas
- Ioánnis Stathás
- Alexándra Tsanáka
- Zíssis Zánnas
- Ioánnis Zerdelís
- Panayiótis Lafazánis, ancien ministre du Redressement productif, de l'Environnement et de l'Énergie
- Dimítris Stratoúlis, ancien ministre adjoint de la Sécurité sociale
- Konstantínos-Iraklís Ísychos, ancien ministre adjoint de la Défense

## Objectifs
Selon le magazine américain de gauche Jacobin, Unité populaire a pour objectif de rompre avec l'austérité et le mémorandum, ce qui implique la nationalisation des secteurs stratégiques de l'économie, le refus des privatisations et l'annulation d'une partie de la dette grecque. Dans cette perspective Unité populaire compte s'allier avec 13 autres formations ayant signé, le 13 août 2015, un texte appelant à la constitution d'un « Front du non »,.

## Chefs
- Panayiótis Lafazánis (2015-2019)
- Nikólaos Chountís (depuis 2019)

## Résultats électoraux

### Élections parlementaires
| Année   | Voix    | %    | Sièges  | Gouvernement        |
| ------- | ------- | ---- | ------- | ------------------- |
| 09/2015 | 155 320 | 2,86 | 0 / 300 | Extra-parlementaire |
| 2019    | 15 930  | 0,28 | 0 / 300 | Extra-parlementaire |

### Élections européennes
| Année | Voix   | %    | Sièges | Rang | Groupe |
| ----- | ------ | ---- | ------ | ---- | ------ |
| 2019  | 31 671 | 0,56 | 0 / 21 | 22e  | Aucun  |

## Identité visuelle (logo)

Logo utilisé d'août à septembre 2015.
Logo utilisé depuis septembre 2015.